# Score Squad
SCORE SQUAD ist eine Musikproduktionsfirma aus Köln, die 2012 von Andreas Fabritius gegründet wurde.
Mediale Bekanntheit erlangte die Firma vor allem durch die Produktion der Songs der Künstlerfigur POL1Z1STENS0HN aka Jan Böhmermann.

## Geschichte
Bereits vor der Gründung der btf GmbH im Jahre 2012 war Andreas Fabritius Head of Sound der bildundtonfabrik. Er betreute unter anderem Formate wie Roche & Böhmermann und die 1Live Krone Spots.
Mitte 2012 trennte sich Fabritius von der bildundtonfabrik und gründete SCORE SQUAD.
2015 produzierte SCORE SQUAD mit Jan Böhmermann den Song „Ich hab Polizei“, der ein breites mediales Echo auslöste.
Neben den Projekten für das Neo Magazin Royal (u. a. POL1Z1STENS0HN aka Jan Böhmermann, Giulia Becker) produziert SCORE SQUAD Musik für Werbung und Imagefilme.

## Produktionen (Auswahl)
- 2014: Stylus Pencil (Werbung, Faber-Castell)[2]
- 2015: Ich hab Polizei (Song, POL1Z1STENS0HN aka Jan Böhmermann)[3][4]
- 2015: DriveNow (Tutorial, BMW)[5]
- 2016: Der neue Tiguan (Werbung, Volkswagen)[6]
- 2016: Game Of Thrones / Staffel 5 (Kinotrailer, RTLII)[7]
- 2016: The Rentables (Werbung, Mercedes-Benz)[8]
- 2016: Das neue A5 und S5 Cabriolet (Werbung, Audi)[9]
- 2016: Blasserdünnerjunge macht seinen Job (Song, POL1Z1STENS0HN aka Jan Böhmermann)[10]
- 2016: Verdammte Schei*e (Song, Giulia Becker)[11]
- 2017: Monstertruck (Song, Giulia Becker)[12]
- 2017: Wir sind die Alten! (Song, Maren Kroymann)[13]
- 2017: State-of-the-RFID (Image-Film, Siemens)[14]
- 2018: Der Facebook-Song (Song, Maren Kroymann)[15]
- 2018: Recht kommt (K.O. in KA) (Song, POL1Z1STENS0HN aka Jan Böhmermann)[16]
- 2019: herz und faust und zwinkerzwinker  (Song, POL1Z1STENS0HN aka Jan Böhmermann)
- 2020: Bürgermeister  (Song, POL1Z1STENS0HN aka Jan Böhmermann)[17]